# Milan Rastislav Štefánik
Milan Rastislav Štefánik (wym. [ˈmilan ˈrascislau̯ ˈʃcɛfaːɲik]ⓘ; ur. 21 lipca 1880 w Košariskách, zm. 4 maja 1919 w Ivánka pri Dunaji) – słowacki astronom, polityk i wojskowy, jeden z twórców Czechosłowacji.

## Życiorys
Urodził się w rodzinie pastora luterańskiego jako jedno z 12 dzieci. Od 1898 studiował inżynierię w Pradze, by po dwóch latach przenieść się na czeski Uniwersytet Karola, gdzie był studentem Tomasza Masaryka. W czasie studiów związał się z inspirowaną czechosłowackimi ideami Masaryka grupą hlasistów (od nazwy pisma słow. Hlas – Głos), gdzie współpracował z Vavro Šrobárem. W 1904 doktoryzował się z filozofii i astronomii.
Następnie wyjechał do Francji, gdzie mimo nieznajomości języka udało mu się otrzymać pracę w Obserwatorium Paryskim dzięki wsparciu Pierre'a Janssena.
W latach 1906–1908 współkierował obserwatorium astronomicznym na Mont Blanc, gdzie wcześniej sam wielokrotnie prowadził obserwacje. W 1907 przyznano mu nagrodę Prix Jules-Janssen. Po śmierci swego protektora Janssena, stracił pracę w metropolii i rozpoczął pracę w szeregu zagranicznych placówek na Tahiti, w Brazylii i Ekwadorze oraz innych państw. W 1911 opatentował aparat do fotografii kolorowej.
Z chwilą wybuchu I wojny światowej wstąpił jako szeregowiec do lotnictwa armii francuskiej. Za bohaterskie loty zwiadowcze awansował na porucznika. Latał także na froncie serbskim, skąd w 1915 wrócił do Paryża na skutek problemów zdrowotnych. Dzięki swym kontaktom dyplomatycznym i towarzyskim z czasów pracy naukowej został liczącym się działaczem słowackiego ruchu niepodległościowego m.in. we Francji, Włoszech i USA. Razem z Masarykiem, swym dawnym profesorem i Edvardem Beneszem współtworzył tzw. Akcję Zagraniczną, działającą na rzecz powstania po wojnie wspólnego państwa Czechów i Słowaków, a w lutym 1916 - Czechosłowacką Radę Narodową, uznaną potem przez aliantów za reprezentację Czechów i Słowaków. Stał się tym samym jednym z ojców niepodległej Czechosłowacji.
Zginął 4 maja 1919, w katastrofie samolotu Caproni Ca.3 w drodze z Włoch do kraju, gdzie miał objąć urząd ministra wojny.

## Upamiętnienie
- Od 1928 roku na praskim wzgórzu Petřín funkcjonuje obserwatorium astronomiczne nazwane imieniem inżyniera-astronoma.
- W 1935 powstał film biograficzny Milan Rastislav Štefánik w reżyserii Jana Svitáka.
- Jego imię nosił wojskowy order CSRF.
- Jego imieniem nazwano port lotniczy w Bratysławie, a w okresie międzywojennym najstarszy żelazny most w Bratysławie.
- Od 2004 jego imię nosi Akademia Sił Zbrojnych w Liptowskim Mikułaszu (słow.: Akadémia ozbrojených síl gen. M. R. Štefánika).
- Jego imię nosi obecnie słowackie odznaczenie państwowe nadawane za ratowanie życia i mienia.
- Na jego cześć nazwano planetoidę (3571) Milanštefánik[3].
- Jego imię nosi jedna z ulic na warszawskich Nowodworach na Białołęce[4].

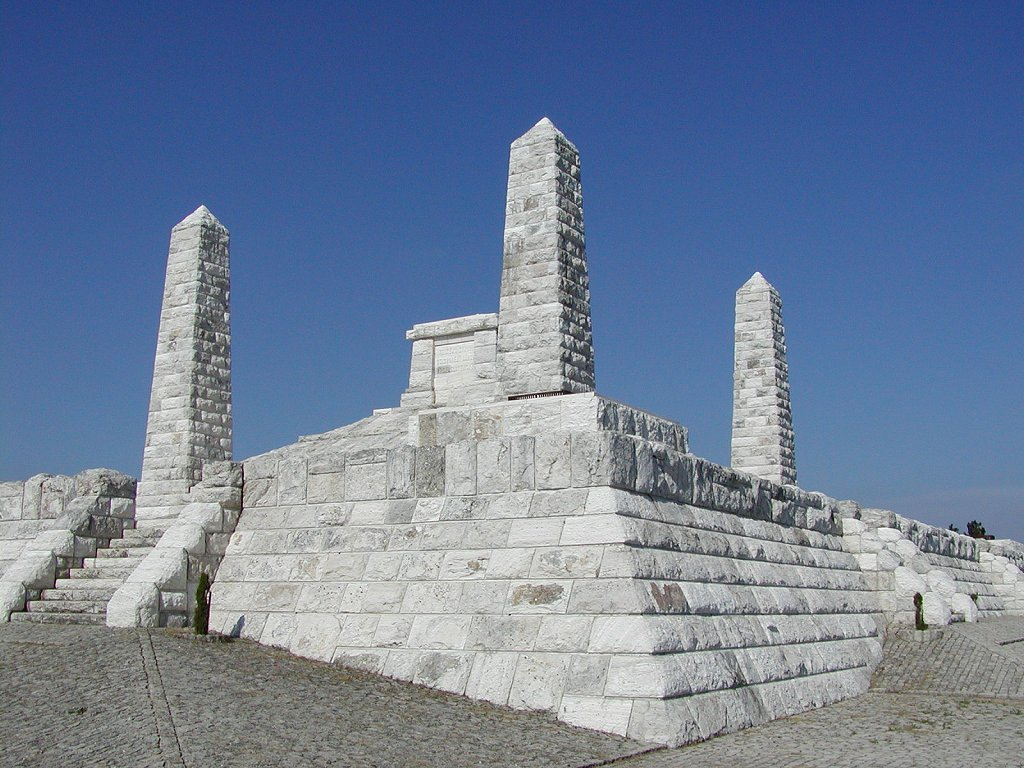
Mauzoleum Milana Rastislava Štefánika projektu Dušana Jurkovicza, zbudowane w 1928 z datków społecznych
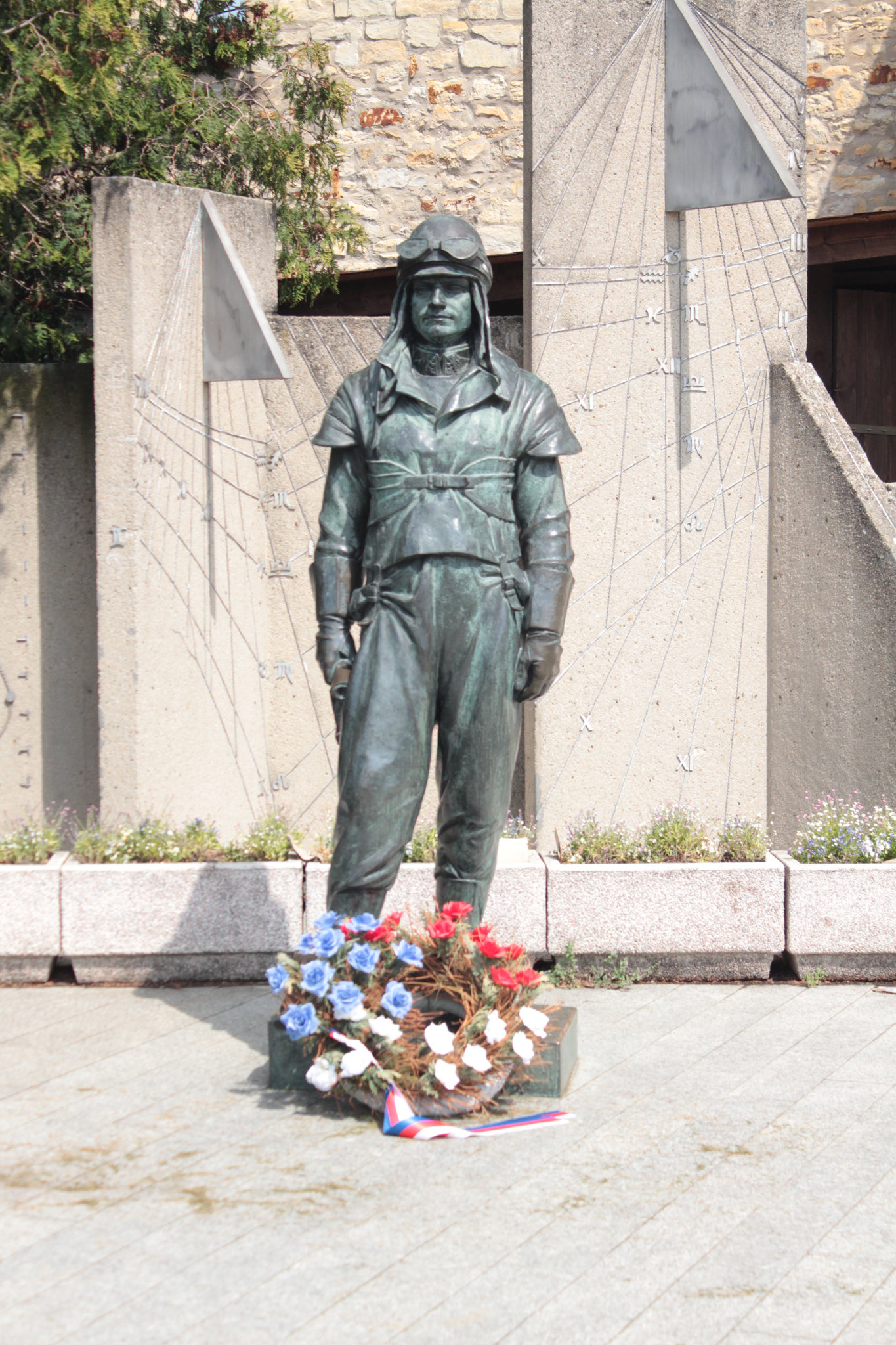
Pomnik w Pradze przed obserwatorum jego imienia